# Vartoftasjön
Vartoftasjön är en sjö i Falköpings kommun i Västergötland och ingår i Ätrans huvudavrinningsområde. Sjön har en area på 0,155 kvadratkilometer och ligger 218 meter över havet. Vid sjöns östra strand ligger Vartofta gård och 2 kilometer väster ut ligger tätorten Vartofta. Sjön är en näringsrik slättsjö och är en fågellokal där sångsvan, grågås och brun kärrhök häckar. Vid sjöns sydöstra strand har lämningar efter en stenåldersbosättning hittats.

## Delavrinningsområde
Vartoftasjön ingår i det delavrinningsområde (643908-136917) som SMHI kallar för Vid Q i Län punkt. Medelhöjden är 223 meter över havet och ytan är 34,69 kvadratkilometer. Det finns inga delavrinningsområden uppströms utan avrinningsområdet är högsta punkten. Åsakabäcken som avvattnar avrinningsområdet har biflödesordning 2, vilket innebär att vattnet flödar genom totalt 2 vattendrag innan det når havet efter 204 kilometer. Delavrinningsområdet består mestadels av öppen mark (11 %) och jordbruk (78 %). Avrinningsområdet har 0,15 kvadratkilometer vattenytor vilket ger det en sjöprocent på 0,4 %.